# Historia de una traición
Historia de una traición (títulos alternativos en italiano: Nel buio del terrore o Diabolicamente sole con il delitto) es una coproducción hispano-italiana de thriller estrenada en 1971 y dirigida por José Antonio Nieves Conde.

## Sinopsis
Una vez cumplido su arresto Lola y Carla salen del reformatorio. Son dos mujeres completamente distintas: mientras que Lola es apocada, Carla, en cambio, es una mujer decidida y solo le interesa el dinero de los hombres. Cuando Carla se encuentra a Lola en un hotel de montaña, donde trabaja como camarera, la convence para que se vayan a vivir juntas.

## Reparto
- Marisa Mell ... Carla
- Sylva Koscina ... Lola
- Stephen Boyd ... Arturo
- Fernando Rey ... Luis
- Massimo Serato ... Hugo
- Simón Andreu ... El piloto
- María Martín ... Regina
- Howard Ross ... Joven